# 中國疏浚環保
中國疏浚環保控股有限公司，前身翔宇疏浚控股有限公司（港交所：0871）是中國的一家建築公司，主要提供基建及疏浚服務。
2010年，翔宇疏浚引入建銀國際資產管理、工銀國際投資管理以及公司行政總裁劉開進作為公開發售前投資者，若翔宇疏浚2011年上半年盈利少於9400萬元人民幣，公司需要向這批投資者賠償最多3億港元。
2011年6月，翔宇疏浚在香港進行公開招股，招股價介乎3.19至4.07港元，集資金額介乎6.38至8.14億元。 翔宇疏浚最終招股價訂在3.19元，上市首日下跌23.2%，收報2.45元。

## 外部連結
- cdep.com.hk（页面存档备份，存于）
- 翔宇疏浚招股章程（页面存档备份，存于）